# Rougui
Le rougui (chinois : 肉桂 ; pinyin : ròuguì ; litt. « cannelle ») est une variété de thé oolong originaire des monts Wuyi, situées dans la province du Fujian en Chine. Ce thé est particulièrement apprécié pour son arôme distinctif rappelant la cannelle et sa saveur riche et complexe.

## Origine et production
Le rougui est cultivé dans la région montagneuse des Wuyi, réputée pour ses thés oolong, souvent appelés thés de rocher ou yancha en raison des formations rocheuses caractéristiques du terroir. À l’instar de la plupart des oolongs de Wuyi, il se distingue par ses feuilles torsadées plutôt que roulées.
La culture du rougui remonte à la dynastie Qing, où il figurait sur la liste des thés impériaux.

## Caractères organoleptiques
Les feuilles de rougui sont généralement de petite taille, avec une surface mate. Lors de l'infusion, le thé produit une liqueur aux notes mêlant des arômes de fruits à noyau, de balsamique vieilli et de propolis. Cette richesse aromatique est le résultat d'un processus de torréfaction au charbon en plusieurs étapes.